# Educação no Maranhão
A educação no estado do Maranhão possuía 8.906 escolas de ensino fundamental, 1.082 escolas de ensino médio e 32 instituições de ensino superior no ano de 2023, ocupando a 22º posição no ranking do Ideb. No referido ano, registrou 1.045.700 matrículas no ensino fundamental e 283.486 matrículas no ensino médio.

## Histórico

### Educação pública

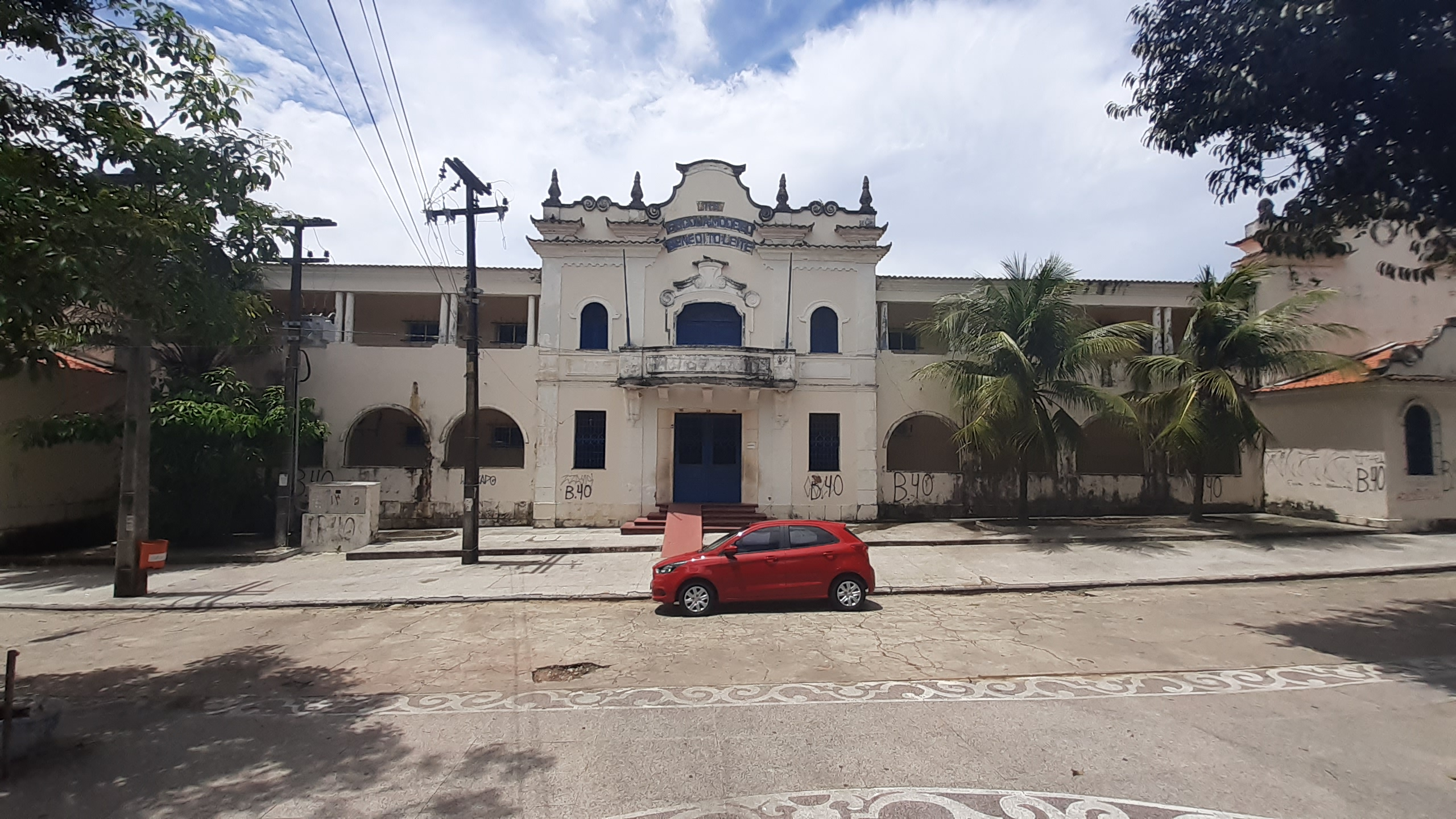
A Escola Modelo Benedito Leite, em São Luís.

Em 15 de outubro de 1827, foi publicada a primeira lei que regulamentava a instrução pública na província do Maranhão. Através dela, era determinada "a criação de primeiras letras em todas as cidades, vilas e povoações mais populosas". Como consequência, em pouco tempo o número de escolas passou de 14 a 24; todavia, considerando que a população na província em 1825 era de 165.020 pessoas, percebe-se que esse incremento sequer atenderia a demanda da população livre (menos de 68 mil pessoas; as demais 97 mil, eram constituídas de escravizados, sem acesso a qualquer tipo de instrução pública). Além disso, as escolas atendiam basicamente pessoas do sexo masculino, que constituíam um pouco menos da metade da população livre em 1825 (33.042 habitantes). Desta forma, o mito da "Atenas Brasileira", "berço de grandes poetas e ilustres intelectuais", foi construído "à custa da ignorância da maioria de uma população analfabeta e explorada".
Em 1854, já no Segundo Império, o ensino elementar foi dividido em duas classes, primeiro e segundo graus. No primeiro, era ensinado leitura, escrita, noções de gramática, e sistema de pesos e medidas da província. No segundo, eram adicionadas operações aritméticas práticas, elementos de geografia e história. Em fins do século XIX, já havia escolas mistas no Maranhão, mas seu funcionamento era prejudicado pela falta de professores e de fiscalização.
No período republicano, a educação primária foi organizada de modo a que o ensino elementar tornou-se obrigatório no interior, e o integral, nas cidades. A obrigatoriedade do ensino primário na gestão de Benedito Leite, criou um novo problema: a falta de escolas para matricular todos os interessados. Numa tentativa de dar uma solução rápida, o governo autorizou então que professores usassem as próprias casas como escolas. Todavia, pela própria incapacidade do governo em fiscalizar tais estabelecimentos, principalmente no interior, criou-se em 1895 a Secretaria Geral de Instrução Pública, voltada principalmente para a fiscalização das escolas interioranas. A realidade destas escolas precárias, dirigidas por professoras leigas em classes multisseriadas, ainda estava em vigência no interior do Maranhão, até pelo menos fins do século XX.

### Formação de professores
Somente após a proclamação da Independência, em 1822, ocorreram as primeiras tentativas de formar professores no Maranhão (principalmente pela expulsão dos jesuítas, que cuidavam do ensino fundamental). A lei de 1827, que estabelecia a criação das "escolas de primeiras letras", especificava que também seriam selecionadas mestras, visto que haveria a criação escolas exclusivamente para meninas. Das mestras, nestas escolas femininas, era esperado que soubessem ensinar além de ler, escrever e das quatro operações da aritmética (comuns a ambos os sexos), as assim denominadas "prendas domésticas". Para o exercício da docência, também era exigida a "reconhecida honestidade" da professora.
A profissionalização só viria, contudo, em 1834, com a lei que permitia a criação das Escolas Normais. Em 1838, Felipe Benício Conduru, que havia ido estudar na França, retornou ao Maranhão, e em 1840 tornou-se diretor da primeira Escola Normal da província, uma das primeiras do Brasil (foi precedida pelas do Rio de Janeiro e Minas Gerais, em 1835). Seu curso normal, que usava o método lancasteriano, tinha duração de dois anos, e era obrigatório para todos os professores primários do Maranhão. Todavia, quatro anos após sua inauguração, a escola foi fechada (aparentemente, pela resistência dos mestres em ter que frequentar o estabelecimento pelo período determinado); foi substituída por uma "escola de primeiras letras".
Quase três décadas depois, em 1871, surgiu nova tentativa de profissionalizar os profissionais de educação primária na província, através de um projeto da Sociedade Onze de Agosto. Em 17 de julho de 1874, a Lei Provincial nº 1089 estabeleceu que o governo do Maranhão passaria a financiar o curso com o pagamento de 4:800$000 réis anuais, tornando-o praticamente numa instituição oficial. Como na Escola Normal de Conduru, o curso era dividido em dois anos. No primeiro, eram ensinados gramática e língua portuguesa; aritmética teórica e aplicada; geometria prática (particularmente para uso em agrimensura); doutrina cristã e pedagogia; geografia física elementar e cosmografia, e desenho linear aplicado às artes. No segundo ano, além da continuidade da gramática, acrescentava-se um curso elementar de "história santa antiga" (provavelmente hagiografia), da idade média e moderna; noções de física e química; história natural; noções de direito natural e público, bem como de economia política; e a continuação de desenho linear aplicado às artes. Apesar de não haver qualquer proibição de matrícula ao público feminino, acredita-se que o quadro docente e o alunado era composto integralmente por homens.
Não obstante a efemeridade das iniciativas em relação à educação pública, havia então uma percepção generalizada, compartilhada por políticos e pelo próprio governo central, de que o desenvolvimento do ensino primário era essencial para o progresso e crescimento do país. Tendo isso em mente, foi promulgado em 19 de abril de 1879 o Decreto Imperial nº 7.247, a assim denominada "Reforma Leôncio Carvalho" (ou "Reforma do Ensino Livre"), que estipulou conteúdos específicos para meninas, como costura simples, noções de economia doméstica, e trabalhos de agulha, abrindo efetivamente o espaço docente para as mestras e para a "feminização do magistério".
No Maranhão, a primeira escola normal mista surgiu apenas em 1890, em São Luís, no governo de José Tomás da Porciúncula, com um curso que durava três anos. Segundo seu regulamento, "a prática de ensino seria exercida pelos alunos com a direção do mestre [de] pedagogia, ficando os alunos do 1° ano na observação das aulas e os alunos do 2° e 3° ano, auxiliando o professor". Rapazes podiam ingressar aos 17 anos, e moças, aos 15. Funcionando anexa ao Liceu Maranhense, a Escola Normal Republicana oferecia dez cadeiras, sendo que seis disciplinas eram comuns ao currículo do Liceu: Gramática da Língua Portuguesa e Literatura Brasileira e Portuguesa; Aritmética, Álgebra, Geometria e Trigonometria; Elementos de Física, Química e Mineralogia; Elementos de Botânica, Zoologia e Geologia; Geografia Geral e Brasil; História Geral e Brasil; Pedagogia, Desenho, Música e Ginástica. Aquando da criação, não havia disciplina voltada exclusivamente para mulheres, o que foi corrigido em 1894, com a criação das cadeiras "Costura, Bordados" e "Princípios de Economia Doméstica". Em 1905, a duração do curso foi estendida de três para quatro anos.
Embora já estivessem presentes em todo o território nacional nas primeiras décadas do século XX, as Escolas Normais eram regidas pela legislação própria de cada estado. Isso só iria mudar com a Lei Orgânica do Ensino Normal (Decreto-Lei nº 8.530, de 2 de janeiro de 1946), que embora não fosse impositiva, oficializou "um padrão de ensino normal que já vinha sendo adotado em vários estados". No tocante à organização do curso, o ensino normal seria ministrado em dois ciclos: o primeiro, no "curso normal regional", com duração de quatro anos, formaria "regentes de ensino primário" (com status inferior ao de professor) e um segundo ciclo, para formação de professores primários, com duração de três anos, não somente nas Escolas Normais, mas também em "institutos de educação". As escolas normais também ofereceriam o ensino secundário (ginasial), e os institutos de educação seriam um espaço de "especialização do magistério e de habilitação para administradores escolares do grau primário".
No que toca ao Maranhão, as orientações federais para o ensino primário e normal foram referendadas pelo Decreto nº 1.462, de 31 de dezembro de 1946. O decreto visava a reorganização da estrutura de ensino do estado e introduziu algumas mudanças na prática pedagógica e na organização escolar. Todavia, embora isso evidencie uma maior preocupação com a educação da população maranhense, na prática, a falta crônica de recursos dificultou a sua implantação.
Em 1996, a aprovação da Lei de Diretrizes e Bases da Educação Nacional (LDB, ou Lei nº 9.394/1996), estabeleceu a formação de professores como um dos seus pressupostos básicos. Além disso, a exigência da formação de nível superior para os professores da educação básica, representou uma sinalização clara de que, talvez pela primeira vez, a profissão estivesse efetivamente tendo o seu valor reconhecido. Como na década de 1990 o quadro de qualificação docente no Maranhão ainda fosse crítico, a Universidade Estadual do Maranhão (UEMA) criou o Programa de Capacitação de Docentes (PROCAD), posteriormente denominado Programa de Qualificação Docente (PQD), com duração de quatro anos, mas com aulas ministradas apenas nos períodos de férias escolares (julho e dezembro), com as cadeiras sendo trabalhadas por módulos, já que os cursistas eram docentes das redes estadual e municipal maranhenses.
Como se poderia esperar de um programa feito em condições tão desfavoráveis (carga de estudos concentrada em dois meses por ano etc), a formação inicial de professores não contemplou muito além do superficial. Com a eleição em 2014 de um governador de oposição à Oligarquia Sarney, e que prometeu elevar o Índice de Desenvolvimento Humano (IDH) do estado, foi criado um programa denominado Escola Digna, com o objetivo de "subsidiar todas as ações da pasta da educação como formação de professores, revitalização de escolas, etc". Chama a atenção de que, em pleno século XXI, as condições vigentes em muitas localidades do estado, ainda eram as mesmas do século XIX: escolas precárias, sem livros, água, ou banheiros.

## Indicadores
Segundo o Censo de 2022, a taxa de pessoas alfabetizadas acima de 15 anos de idade no Maranhão, era de 84,95%, ligeiramente inferior a da Região Nordeste, a qual registrou 85,79% de alfabetizados no mesmo levantamento. Não obstante, houve significativa queda na taxa de analfabetismo, a qual baixou de 20,9% em 2010, para cerca de 15,1% em 2022. Em termos de anos de estudo, o Maranhão registrava 8,3 anos em 2022, contra 8,5 anos da Região Nordeste.
Quanto ao Ideb, no ensino médio o Maranhão atingiu a nota 3,7 em 2023 (sendo 4,2 a meta prevista), valores obtidos através da nota 4,03 obtida na prova Saeb/2023 e do indicador de fluxo 0,92 (indicando que de cada 100 alunos, 8 foram reprovados). Para o ensino fundamental, o índice foi melhor neste mesmo ano: 4,1 para os anos iniciais (1º ao 5º ano) e 4,8 para os anos finais (6º ao 9º ano).
O Índice de Oportunidade da Educação Brasileira (Ioeb) do Maranhão registrou uma pequena variação positiva entre 2021 e 2023, passando de 4,1 para 4,2. No mesmo período, a média brasileira passou de 5,0 para 5,1.

## Ensino fundamental
Em 2023, o Maranhão possuía 26.266 professores para os anos iniciais do ensino fundamental e 36.879 para os anos finais. Em número de matrículas, houve neste ano 480.360 para os anos iniciais e 441.184 para os anos finais.

## Ensino médio
Em 2023, o Maranhão possuía 16.663 professores de ensino médio, tendo registrado 267.084 matrículas.

## Ensino superior

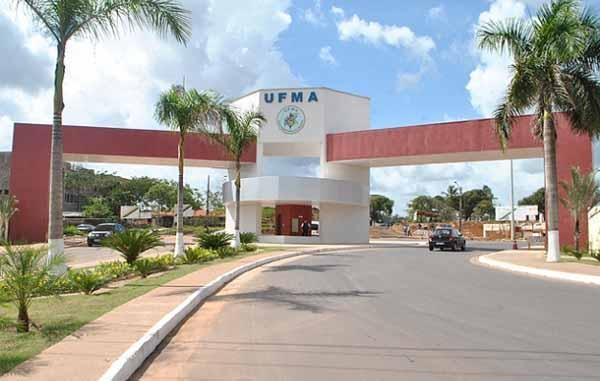
Entrada do campus da Universidade Federal do Maranhão, em São Luís.

Segundo dados do Censo 2022, o Maranhão possuía 11,1% da sua população com nível superior neste ano. Embora o número ainda seja baixo, houve um crescimento expressivo se comparado com o ano 2000, quando apenas 1,9% dos maranhenses haviam concluído o ensino superior.
O estado possui quatro universidades públicas: Universidade Federal do Maranhão (UFMA), Universidade Estadual do Maranhão (UEMA), Universidade Estadual da Região Tocantina do Maranhão (UEMASUL) e o Instituto Federal do Maranhão (IFMA). O IFMA é a instituição presente no maior número de cidades maranhenses: 29 campi em 26 municípios, sendo três em São Luís.
A UFMA e o IFMA adotaram o Sistema de Seleção Unificada (Sisu) como forma de ingresso, enquanto a UEMA e UEMASUL, que são estaduais, utilizam um sistema próprio, o Processo Seletivo de Acesso à Educação Superior (PAES).